# The Hurt Process
The Hurt Process est un groupe de post-hardcore et metalcore britannique, originaire de Tunbridge Wells, Brighton, en Angleterre.

## Biographie
The Hurt Process est formé en 2002 à Brighton, en Angleterre. Le style musical du groupe se caractérise par un mélange de heavy metal, punk rock, emo, et de punk hardcore. Il comprend les chanteurs Mark Andrews et Daniel Laurence, les guitaristes Tom Diamond et Alun Burnet-Smith, le batteur Darren Toms, et le bassiste Duncan McGilvary. 
Un premier mini-album, intitulé Another Day, est publié à la fin 2002 au label Loudspeaker et est bien accueilli à l'échelle britannique.
En 2003 sort l'EP Last Goodbye, et leur premier album studio, Drive By Monologue, au label Golf Records. Drive By Monologue est bien accueilli par l'ensemble de la presse britannique, mais d'une manière très mitigée à l'international,. L'album est réédité aux États-Unis par Victory Records,. À ce moment, le groupe annonce des dates au Vans Warped Tour de 2004 afin de renforcer leur popularité dans le pays. 
The Hurt Process procède à des changements de formation qui mèneront à en faire un quintette après le départ d'Andrews, et le remplacement de Burnet-Smith par Adam Yeoman à la guitare. Le quintette s'attèle à l'enregistrement d'un nouvel album studio, intitulé A Heartbeat Behind, publié en 2005. Ils effectuent une tournée en son soutien, aux côtés notamment d'Aiden. Toms quitte le groupe en été 2005 et Yeoman passe à la batterie pour laisser a place au nouveau guitariste Jordan Schulze. Pendant les premiers mois de l'année 2006, le groupe recrute un nouveau chanteur, Ivan Ferreira, à la place de Laurence ; plusieurs concerts de Hurt Process sont annulés lorsque des rumeurs de séparation circulent,. 

## Membres

### Membres actuels
- Tom Diamond - guitare, chant
- Adam Yeoman - batterie
- Duncan McGilvary - basse
- Jordan Schulze - guitare

### Anciens membres
- Daniel Lawrence - chant
- Brendan McNally - guitare
- Darren Toms - batterie
- Alun Burnet-Smith - guitare
- Mark Andrews - chant

## Discographie
- 2002 : Another Day, Another Gastric Bypass (EP)
- 2003 : Last Goodbye (EP)
- 2003 : Drive By Monologue
- 2004 : Drive By Mcdonnalds
- 2005 : A Heartbeat Behind
- 2005 : A Heart Attack Behind KFC - Life of the 30 Stone Monster